# Guigneville
Guigneville ist eine französische Gemeinde mit 541 Einwohnern (Stand: 1. Januar 2022) im Département Loiret in der Region Centre-Val de Loire. Die Gemeinde gehört zum Arrondissement Pithiviers und zum Kanton Pithiviers. Die Einwohner werden Guignevillois genannt.

## Geographie
Guigneville liegt etwa 39 Kilometer nordöstlich von Orléans. Umgeben wird Guigneville von den Nachbargemeinden Morville-en-Beauce im Norden, Intville-la-Guétard im Nordosten, Engenville im Osten, Pithiviers-le-Vieil im Süden und Südosten, Greneville-en-Beauce im Westen und Südwesten sowie Charmont-en-Beauce im Westen und Nordwesten.

## Bevölkerungsentwicklung
| 1962                       | 1968 | 1975 | 1982 | 1990 | 1999 | 2006 | 2018 |
| -------------------------- | ---- | ---- | ---- | ---- | ---- | ---- | ---- |
| 343                        | 315  | 435  | 423  | 409  | 488  | 498  | 527  |
| Quellen: Cassini und INSEE |      |      |      |      |      |      |      |

## Sehenswürdigkeiten
- Kirche Saint-Hilaire, teilweise aus dem 12. Jahrhundert mit Interieur, Monument historique

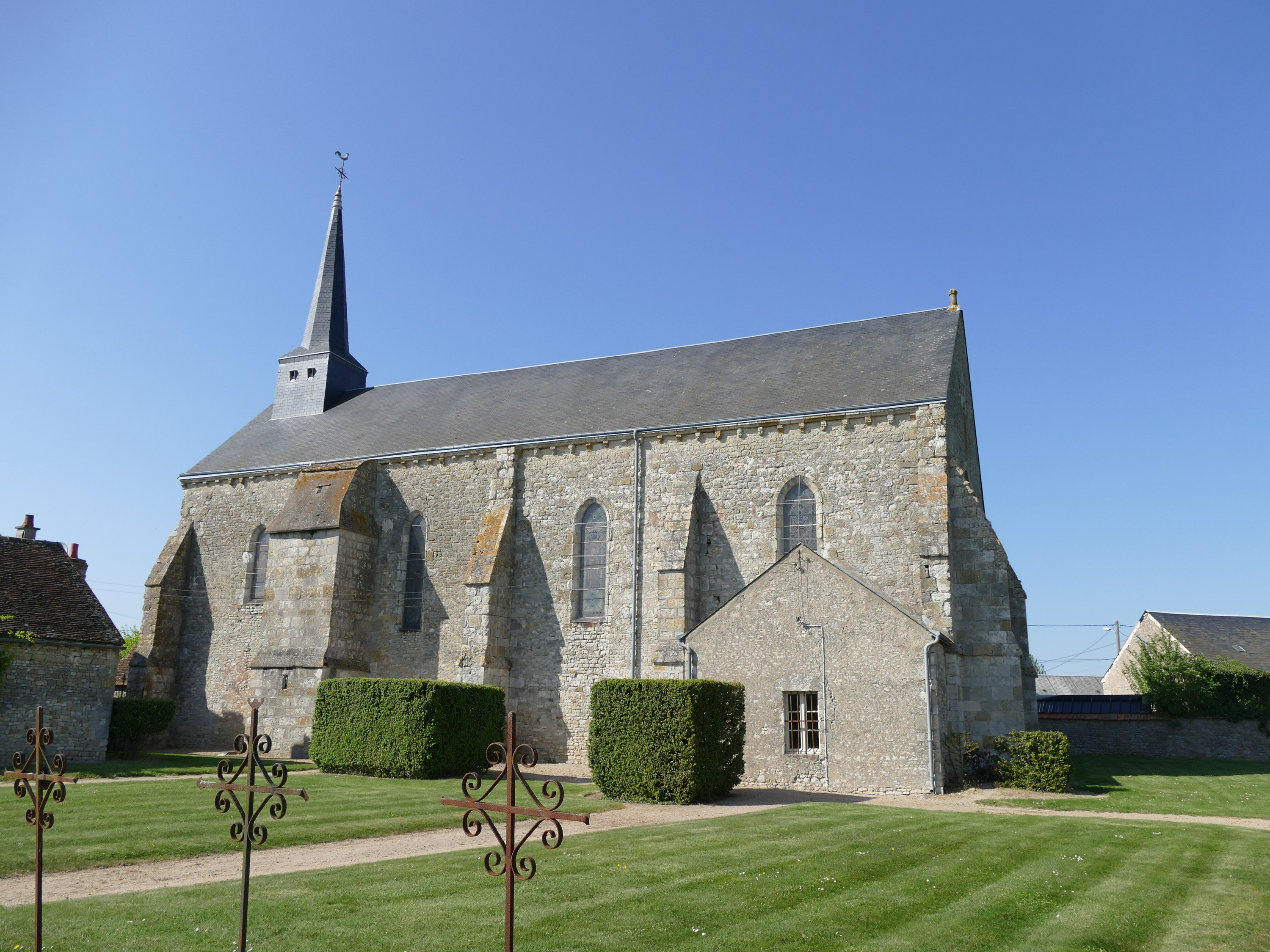
Kirche Saint-Hilaire